# Sashimi bōchō

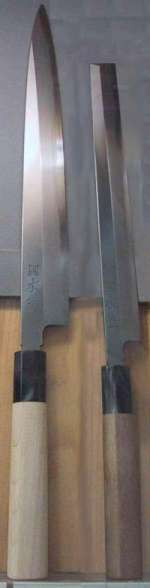
Yanagi ba (izquierda) y tako hiki (derecha).

El tako hiki (タコ引?   lit. separador de pulpo), yanagi ba (柳刃?   lit. cuchilla de sauce), y fugu hiki (ふぐ引き lit. separador de pez globo?) son cuchillos largos y delgados usados en la gastronomía japonesa, llamados también sashimi bocho (刺身包丁?) usados para preparar sashimi y cortar pescado y mariscos en rodajas. 
Similares al nakiri bōchō, el estilo difiere poco entre Tokio y Osaka. En Osaka, el yanagi ba es puntiagudo al final, mientras que en Tokio el tako hiki es rectangular. El tako hiki se usa habitualmente para preparar pulpo. Un fugu hiki es similar al yanagi ba, excepto en que la hoja es más delgada y flexible. Como su nombre indica, el fugu hiki tradicionalmente se usa para cortar finamente el fugu para el sashimi.
La longitud del cuchillo lo hace adecuado para peces de mediano tamaño. Para pescados más grandes como el atún hay cuchillos especializados: por ejemplo, el oroshi hōchō, de casi dos metros, o el ligeramente más corto hancho hocho.
- Datos: Q649317
- Multimedia: Japanese kitchen knives / Q649317